# Ratolí marsupial de Kakadu
El ratolí marsupial de Kakadu (Sminthopsis bindi) és un ratolí marsupial que fou descrit el 1994, sent el parent més proper del ratolí marsupial de Butler. La mida corporal típica és de 50-85 mm de llarg, amb una cua de 60-105 mm, fent un total de 110-190 mm i un pes de 10-25 grams que situa aquesta espècie com a espècie mitjana de Sminthopsis. És de color gris, amb potes blanques.